# Drepanosticta siebersi
Drepanosticta siebersi là loài chuồn chuồn trong họ Platystictidae. Loài này được Fraser mô tả khoa học đầu tiên năm 1926.